# 龔拉·克拉耶夫斯基
龔拉·克拉耶夫斯基（波蘭語：Konrad Krajewski；1963年11月25日—）是天主教波蘭籍執事級樞機

## 生平
龔拉·克拉耶夫斯基於1963年11月25日在波蘭羅茲省首府羅茲出生。1982年，他進入羅茲總教區的神學院。他在盧布林天主教大學獲得了神學學位，並於1988年6月11日在羅茲總教區晉鐸。晉鐸後，他在教區工作了兩年。
1999 年 5 月 12 日，教宗若望保祿二世任命他為教宗司儀。
1990年前往在羅馬宗座神聖禮儀學院深造。於1995年獲得宗座聖多瑪斯大學神學博士學位。
於2013年9月17日由若瑟·貝德羅樞機晉牧，領貝內文托領銜總主教。
方濟各於2018年5月20日宣佈於同年6月28日冊封龔拉·克拉耶夫斯基為樞機，領埃斯奎利諾山原罪無染聖母領銜區領銜執事。
在2022年3月，作为对俄罗斯入侵乌克兰的回应，教宗方济各派遣克拉耶夫斯基作为特使前往乌克兰，同时也派遣了迈克尔·切尔尼枢机 。这一使命涉及数趟行程，被认为是梵蒂冈一个极不寻常的外交举动。

## 牧徽

龔拉·克拉耶夫斯基枢机牧徽
龔拉·克拉耶夫斯基主教牧徽